# Цзяньоу
Цзяньо́у (кит. упр. 建瓯, пиньинь Jiàn'ōu) — городской уезд городского округа Наньпин провинции Фуцзянь (КНР).

## История
Во времена империи Хань в 196 году из уезда Хоугуань был выделен уезд Цзяньань (建安县). Во времена империи Тан была создана Цзяньчжоуская область (建州), власти которой разместились в уезде Цзяньань. Во времена империи Сун в 1062 году Цзяньчжоуская область была поднята в статусе, став Цзяньнинской управой (建宁府). В 1066 году из уезда Цзяньань был выделен уезд Оунин (瓯宁县).
После монгольского завоевания и образования империи Юань Цзяньнинская управа стала в 1279 году Цзяньнинским регионом (建宁路). В 1282 году здесь побывал Марко Поло. После свержения власти монголов и образования империи Мин «регионы» были переименованы в «управы» — так в 1369 году вновь появилась Цзяньнинская управа. После Синьхайской революции в Китае была проведена реформа структуры административного деления, в ходе которой управы были упразднены, и поэтому в 1912 году Цзяньнинская управа была расформирована.
В 1913 году уезды Цзяньань и Оунин были объединены в уезд Цзяньоу (建瓯县).
После образования КНР в 1949 году был создан Специальный район Цзяньоу (建瓯专区), и уезд вошёл в его состав. В сентябре 1950 года Специальный район Цзяньоу был переименован в Специальный район Цзяньян (建阳专区). В 1956 году Специальный район Цзяньян был присоединён к Специальному району Наньпин (南平专区).
В 1971 году Специальный район Наньпин был переименован в Округ Цзяньян (建阳地区).
Постановлением Госсовета КНР от 24 октября 1988 года власти округа были переведены из уезда Цзяньян в городской уезд Наньпин, и Округ Цзяньян был переименован в Округ Наньпин (南平地区).
В конце 1992 года уезд Цзяньоу был преобразован в городской уезд.
Постановлением Госсовета КНР от сентября 1994 года округ Наньпин был преобразован в городской округ.

## Административное деление
Городской уезд делится на 4 уличных комитета, 10 посёлков и 4 волости.